# 朱議氻
翼王朱議氻（？—1649年3月3日（永曆三年正月二十二）），字治海，明朝宗室、南明軍事人物。

## 生平
朱議氻是朱元璋的十世孫，寧瑞昌王朱拱栟四世孫朱統鈺的兒子；朱拱栟因罪在高牆囚禁，瑞昌國撤除。弘光帝即位，將朱議氻釋放，住在蘇州。隆武二年（1646年）二月，他前往福京謁見隆武帝，得襲封瑞昌王。五月，他又前往紹興謁見監國魯王朱以海，晉封他為翼王，命令他會合各地義師。朱議氻改名許天乙，偽托青鳥術謀生，和羅光耀到濟寧州散布書信。永曆元年（1647年），他和董北隆去西山聯絡李赤心，但未成功。次年二月（1648年），他出家為僧，與徒弟月隱遊歷金壇珥村天聖院，遇上義烏僧人宗岱；五月，一行人到達寶應；七月，他們和宣城人董國正在長清縣五峯山依附孫化庭，自稱姓名許化龍。不久魯王使者張鳳翔來到，識破他是朱議氻，於是化庭禮待他；任命王英為兵部右侍郎，宗岱為監軍僉事、商丘人司馬延為軍師，寧陵人陳抒、顧貴寰為將軍，董小鎮等三十人就分別到各省號召；很快陳思治、荊富明在亳州被逮捕。永曆三年（1649年）正月二十二日，五峯山失陷，朱議氻被擒，他昂然自述義師的始末後遇害。

## 引用
1. 1 2  錢海岳《南明史·卷二十七·列傳第三》：永曆元年，與董北隆之西山通李赤心，不果。二年二月，為僧，與徒月隱遊金壇珥村天聖院，遇僧宗岱。五月，至寶應。七月，與董國正至長清五峯山，依孫化庭，自稱許化龍。已魯王使張鳳翔至，識為議氻，化庭禮之。以王英為兵部右侍郎，宗岱為監軍僉事，司馬延為軍師，陳抒、顧貴寰為將軍，董小鎮等三十人，分馳各省號召。旋陳思治、荊富明在亳州被執。三年正月二十二日，山陷，議氻被執，昂然自述義師始末，遇害薨。宗岱從死。宗岱，義烏人，諸生。國正，宣城人，先歸免。延，商丘人。抒，寧陵人。
2. 1 2  錢海岳《南明史·卷二十七·列傳第三》：翼王議氻，字治海，寧瑞昌王拱栟四世孫統鈺子，太祖十世孫。拱栟罪繫高牆，國除。安宗立，議氻得釋，居蘇州。隆武二年二月，謁福京，襲封瑞昌王。五月，謁監國魯王紹興，晉翼王，命合義師。改姓名許天乙，托為青鳥術謀生，與羅光耀至濟寧散劄。